# Schizachyrium ruderale
Schizachyrium ruderale är en gräsart som beskrevs av Clayton. Schizachyrium ruderale ingår i släktet Schizachyrium och familjen gräs. Inga underarter finns listade i Catalogue of Life.